# Faganel
Faganel je priimek v Sloveniji, ki ga je po podatkih Statističnega urada Republike Slovenije na dan 1. januarja 2010 uporabljalo 213 oseb in je med vsemi priimki po pogostosti uporabe uvrščen na 1.995. mesto.

## Znani nosilci priimka
- Barbara Faganel Kotnik, zdravnica za hemofilijo
- David Faganel (*1966), arhitekt in slikar
- Gal Faganel (*1979), violončelist, prof. AG
- Janez Faganel (1943—1984), zdravnik nevrolog
- Jordan Faganel (1926—1987), general JLA
- Josip Faganel, politik, poslanec
- Josip Faganel (1902—?), zamejski gospodarstvenik, kulturnopolitični delavec
- Jože Faganel (*1947), slavist, lektor, urednik ...
- Maja Faganel, klavirska pedagoginja
- Marko Faganel, slikar
- Matevž Faganel, modni oblikovalec
- Mirela Faganel, slikarka
- Mirko Faganel (1926—?), športni delavec
- Robert Faganel (*1941), zamejski slikar
- Roman Faganel, šahist, mentor
- Stanislav Faganel (1899—?), gradbenik
- Tomaž Faganel (*1951), muzikolog, zborovodja, pedagog ...